# Friedrich Joseph Haass
Friedrich Joseph Haass (Bad Munstereifel, 10 agosto 1780 – Mosca, 16 agosto 1853) è stato un medico tedesco, che visse quasi tutta la sua vita in Russia. Per questo motivo viene più comunemente ricordato con il nome russo, Fëdor Petrovič Gaaz. La sua opera in ambito medico si focalizzò sui malati poveri e sui prigionieri russi, per i quali combatté giorno dopo giorno, affinché le loro condizioni di vita fossero migliori.

## Biografia

### La formazione
Friedrich Joseph Haass nacque da una famiglia povera in un piccolo villaggio di nome Bad Munstereifel, nei pressi di Colonia, in Germania, dove crebbe seguendo la dottrina cattolica, colonna portante della sua vita. Nonostante la precaria situazione economica del nucleo familiare, tutti i nove figli del farmacista Peter Haass e della consorte Katarina Josepha Sophia Brever ricevettero un'adeguata formazione. Friedrich Haass, infatti, viveva con i genitori e i suoi cinque fratelli e tre sorelle. Grazie a una delle sorelle ebbe il primo contatto con il popolo russo, poiché decise di seguire Guglielmina nel suo viaggio in Russia, più precisamente a Mosca, dove vissero insieme per dieci anni, dal 1822 al 1832. Il giovane fratello cercava di rincuorare Guglielmina che non riusciva ad adattarsi al nuovo Paese e non riusciva a comprendere il popolo russo. Tutto questo non accadde a Friedrich, che invece ben presto capì che la Russia doveva essere per lui il luogo dove crescere professionalmente e umanamente.
Haass compì i suoi studi in Germania, frequentando l'Accademia di Colonia, dove studiò letteratura, medicina e scienze naturali. Infatti, l'opera di Haass inizialmente non si limitò alla medicina, ma anche agli aspetti naturalistici, quali per esempio la scoperta di una nuova sorgente nel Caucaso in un suo viaggio nel 1809 volto a studiare le acque termali. Anche la letteratura fu molto importante per il suo bagaglio culturale, grazie alle lezioni di Schelling seguite a Jena. Successivamente intraprese gli studi medici all'Università di Gottinga, dove si laureò probabilmente il 2 maggio 1803. Ottenne la specializzazione in oftalmologia all'Università di Vienna sotto la guida del professor Adam Schmidt.

### Primi incarichi in Russia
In seguito a una casuale visita all'alto dignitario Repnin, ristabilitosi grazie alle cure impartitegli da Haass, ne divenne il medico di famiglia. Venne stipulato il contratto di assunzione che l'11 febbraio 1806 gli permise di giungere a Mosca, dove si fece subito conoscere dalla classe nobile diventando un medico di grande fama in città, tanto da poter aprire un suo studio privato. Non conoscendo la lingua, usava parlare il francese, conosciuto dai suoi pazienti poiché era la lingua dell'alta società.
Grazie alla sua notorietà non tardarono ad arrivare le prime onorificenze, quali l'altissima onorificenza della Croce di San Vladimir di IV livello e le nomina di cavaliere dell'Ordine di San Vladimir e di consigliere di corte, che sancivano la sua entrata nel ceto nobile. 
Gaaz si impegnò come medico al servizio dell'esercito russo tra il 1812 e il 1814 durante le guerre napoleoniche e la sua fama continuò a crescere. Il tedesco fu molto apprezzato dall'imperatrice Marija Fëdorovna, e di certo tale compiacimento lo aiutò ad ottenere il 14 agosto 1825 il titolo di Stadt-Fizik, principale medico della città di Mosca, nomina conferitagli dal principe Golicyn, governatore generale di Mosca.

### Il medico dei poveri e dei carcerati
Nonostante, gli ingenti profitti e la fama acquisita, non trascurò i malati nullatenenti che curò gratuitamente per tutta la sua vita. 
Fedor Gaaz mise in pratica la sua fede cattolica nella cura dei prigionieri, migliorando la qualità della vita nelle prigioni-tappa e costruendo ospedali che li potessero accogliere durante i lunghi viaggi per giungere in Siberia. Tutto questo gli fu possibile grazie alla carica di Membro del Comitato di Tutela delle Prigioni di Mosca. Sono ancora rinomate le “catene di Gaaz”, a lungo reclamate dai deportati, infatti questi ultimi prima di allora dovevano sopportare lunghi ed estenuanti viaggi con le "normali" catene statali da trasporto. Queste tenevano i prigionieri uniti costringendoli a camminare coordinatamente senza soste individuali. Le catene introdotte da Gaaz, invece, permettevano di poter camminare individualmente, dando a ciascuno dei deportati una propria "libertà". Gaaz passava tra le file di uomini distribuendo la Sacra Bibbia ed elargendo qualche parola di conforto. Ai prigionieri non chiedeva mai quali fossero stati i reati commessi, ma cercava di avvicinarsi alla spiritualità degli individui.
Numerose furono le lotte burocratiche di Gaaz, che lo portarono ad avere molti nemici sulla sua strada. Tra queste ricordiamo la causa, da lui vinta dopo diciannove anni, inerente alla spesa di 1502 rubli per il restauro della farmacia più importante di Mosca, che riforniva 30 ospedali e 300.000 persone. Il pessimo stato in cui si ritrovava la farmacia fu il motivo per cui qualche anno addietro fu licenziato il precedente Stadt-Fizik, infatti, successivamente l'imperatore definì ampiamente giustificate e corrette le spese per il restauro.
Gli scontri con la nobiltà non furono minori. Quasi ogni giorno Gaaz si ritrovava negli uffici del governatore generale di Mosca per ottenere la grazia di non far partire dalla prigione-tappa della città i malati terminali che non avrebbero portato a termine il viaggio. Questo suo approccio paterno verso i malati prigionieri, non più trattati come animali da trasportare, permise a Gaaz di essere per sempre ricordato come "il Santo medico di Mosca". La sua carità cattolica lo fece amare da tutti i malati che entrarono in contatto con lui. Non solo, ricevette grande ammirazione da tutti i cittadini per essere il protettore dei prigionieri e dei poveri, a discapito di ogni remunerazione.

### La morte e le commemorazioni

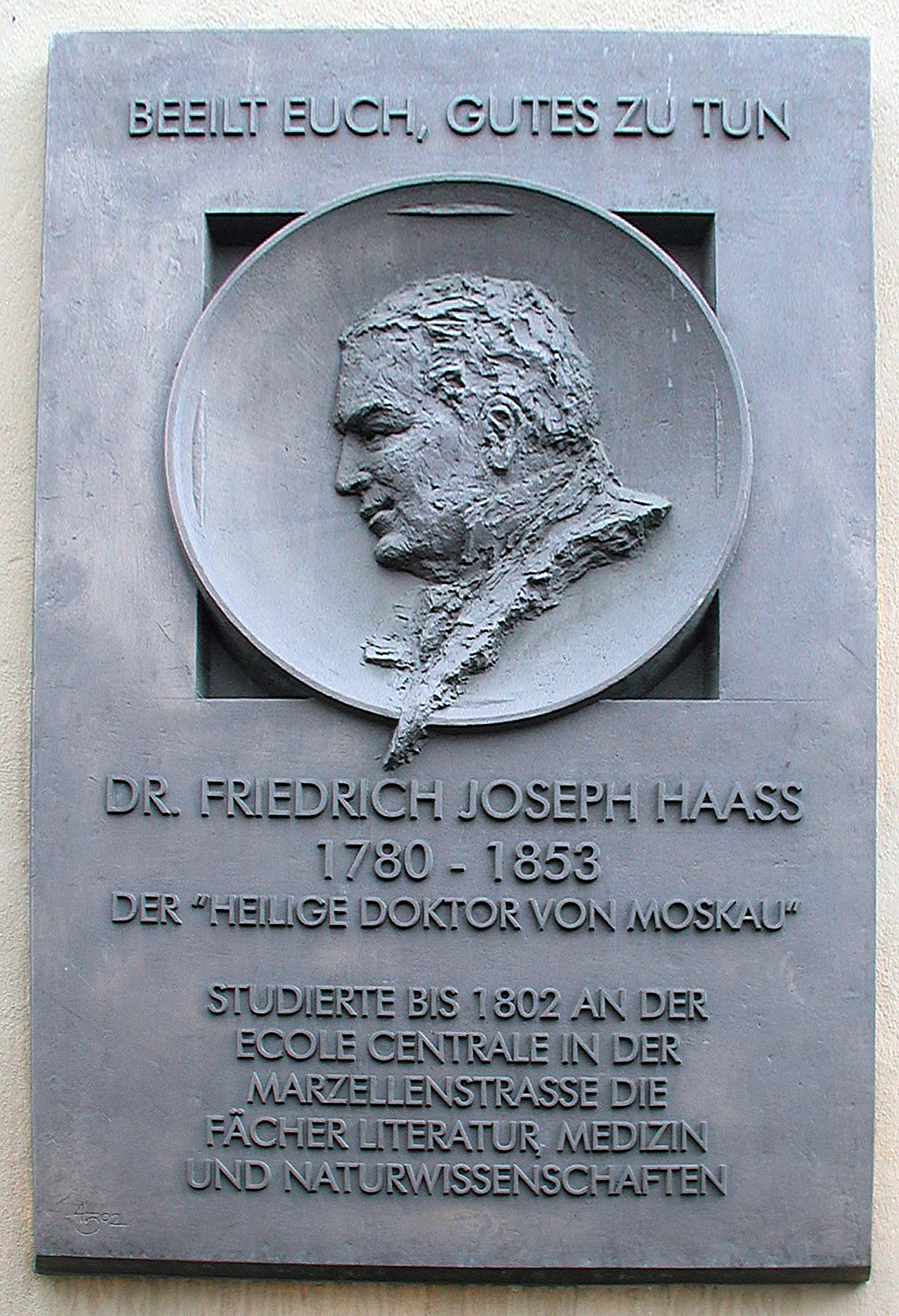
Fino al 1802 ha studiato presso la "Ecole Centrale" di Colonia, in Marzellenstrasse, i temi della letteratura, della medicina e delle scienze naturali

Avendo rinunciato al suo patrimonio per restare il più vicino possibile agli ammalati, condusse gli ultimi anni della sua vita tra le mura dell'ospedale di Mosca. Nel 1853 si ammalò gravemente e tutti i malati che aveva aiutato gli diedero lo stesso conforto che lui aveva offerto. 
Haass morì il 16 agosto 1853, e la notizia fu diffusa nei quotidiani di Mosca e San Pietroburgo. Al funerale, avvenuto nella parrocchia cattolica di Mosca parteciparono 20.000 persone di ogni confessione e di ogni ceto sociale. Venne seppellito nel cimitero Vvedenskoe di Mosca. Sulla pietra tombale di granito è scritto:
"Beati quei servi che il padrone al suo ritorno troverà ancora svegli: in verità si cingerà le sue vesti, li farà mettere a tavola e passerà a servirli." 
Sul cippo è riportato il suo motto:
"Affrettatevi a fare il bene".
Nel 1909 a Mosca venne inaugurato un monumento in sua memoria nel cortile dell'Ospedale Aleksandrovskij.
Il 31 marzo 1998 è stata ufficialmente avviata la causa di beatificazione, in seguito alla lettera di un gruppo di cattolici di Mosca, indirizzata all'arcivescovo Tadeusz Kondrusiewicz. Quel gruppo, sostenuto da molti ortodossi, ha anche composto una preghiera per il dottor Haass. Ai suoi tempi egli è stato un miracolo vivente della misericordia, ai giorni nostri può compiere anche un altro miracolo dell'amore fraterno. Devoto cattolico, Haass ha dedicato tutta la sua vita al popolo ortodosso, che lo venera come santo.

## Una scelta di vita
Soffermandosi ad analizzare la vita di Fëdor Gaaz sembra di incorrere in un nuovo San Francesco d’Assisi, in quanto, dopo la fama ottenuta a Mosca, rinunciò a tutte le sue ricchezze. Si racconta che il medico durante i primi anni in Russia girava in città con una carrozza trainata da quattro cavalli, mentre negli ultimi anni della sua vita usava camminare per la città, rinunciando a qualsiasi comodità. La grande casa lussuosa che aveva acquistato inizialmente fu venduta per ottenere fondi da investire per la costruzione e l'ampliamento di ospedali in città.
“Alla fine della vita, avendo speso tutto il suo patrimonio, si ritrovò in due stanze, in un ospedale da lui costruito per i senzatetto.”  [E. Braunbeck]
La fede cattolica del dottor Haass non intaccò il suo rapporto con il popolo russo, visto il suo profondo rispetto per tutte le chiese, compresa l'ortodossa, la più diffusa in Russia. Credeva che la divisione della Chiesa cattolica fosse infondata, e che tutte le Chiese cristiane dovessero convivere poiché credenti lo stesso Dio. Infatti, ricevette molte critiche per questa sua opinione, e venne definito come un “cattivo cattolico”, poiché per assistere i suoi malati passava più tempo nelle chiese ortodosse, piuttosto che in quelle cattoliche. Haass continuò a fare ciò che credeva, nel rispetto di ogni religione e di ogni uomo.

## Gli scritti

### L'ABC del galateo cristiano

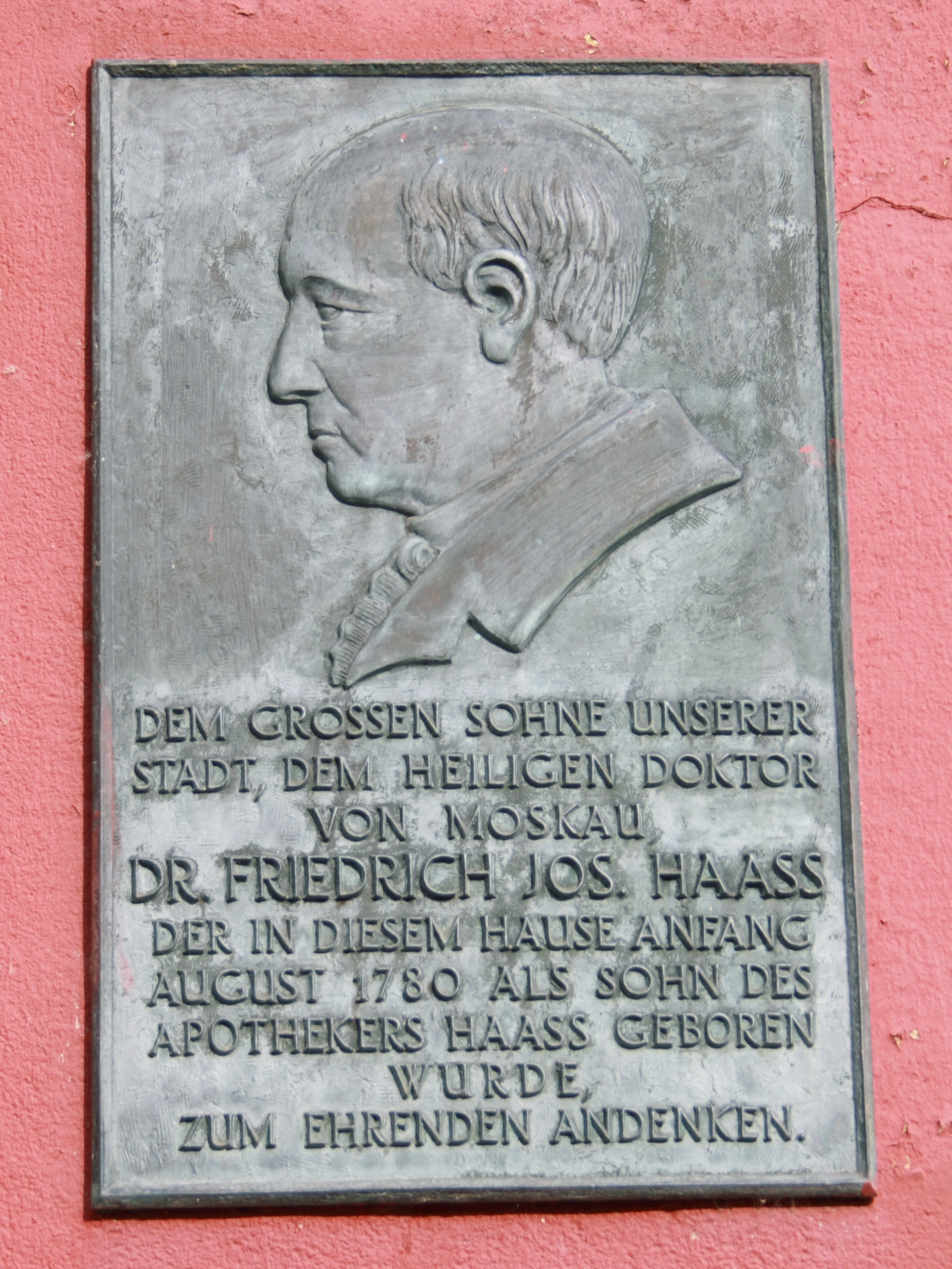
Lapide commemorativa di Friedrich Joseph Haass presso la dimora dei suoi genitori a Bad Münstereifel

Pubblicato a proprie spese nel 1841, è un testo nato dal desiderio del dottor Haass di accompagnare i prigionieri con i temi dell'amore e del perdono del prossimo durante il loro viaggio da Mosca alla Siberia. 
Il sottotitolo è “Sull'abbandono delle parole ingiuriose, delle parole di disapprovazione e delle espressioni del tutto indecenti sul conto del prossimo ovvero sull'origine dell'amore del prossimo”.
Il dottor Haass invita dunque ad abbandonare il giudizio del prossimo per intraprendere invece la via dell'amore.

### Esortazione alle donne
Opera incentrata sul ruolo della donna, necessario nella rigenerazione dell'uomo, fu pubblicata postuma nel 1898. Le donne sono “operatrici di pace” che portano felicità agli uomini che le amano ed esercitano compassione verso il prossimo che soffre. Gli uomini sono elevati spiritualmente grazie all'amore delle donne, le quali permettono loro di avvicinarsi alla grandezza di Cristo.
Gaaz pensa che le donne, grazie all'umiltà e alla purezza di cuore, riescono a sopprimere l'ira e la rabbia. Il titolo si riferisce all'esortazione alla preghiera, unione con Dio, per adempiere al primo comandamento: amare Dio sopra ogni cosa.

### Scritti minori
Vi sono alcuni scritti minori che fanno capire l'eclettismo di Fëdor Gaaz.
Ricordiamo:
- due saggi:  La mia visita alle acque di Alessandro nel 1809 e 1810, in cui racconta la scoperta di una nuova sorgente d'acqua; un testo senza titolo in cui espone i risultati delle sue ricerche mediche sull'asma.[2]
- una biografia: Vita del santo megalomartire Fëdor Tiron, santo protettore del dottor Fëdor Petrovič Gaaz.[10]
- il suo testamento: in cui raccontando aneddoti del suo passato Gaaz fa capire al lettore l'importanza dei suoi amici e collaboratori.[11]